# Ignazio Giunti
Ignazio Giunti (Rome, 30 augustus 1941 - Buenos Aires, Argentinië, 10 januari 1971) was een Italiaans Formule 1-coureur. Hij reed in 1970 vier Grands Prix Formule 1 voor het team Ferrari; zijn beste resultaat was een vierde plaats in zijn eerste race, de Grand Prix van België in Spa-Francorchamps.
Hij overleed na een ongeval tijdens de "1000 Kilometer van Buenos Aires" van 1971, een race voor sportwagens. Jean-Pierre Beltoise was met zijn Matra zonder brandstof gevallen en probeerde zijn wagen over de baan nog naar de pits te duwen. Giunti kon die niet meer ontwijken en reed met zijn Ferrari 312PB prototype op Beltoises wagen; na de botsing vloog zijn wagen in brand. Hij overleed in het ziekenhuis.